# Arborea
Arborea (sardinski: Arborèa) je grad i općina (comune) u pokrajini Oristanu u regiji Sardiniji, Italija. Nalazi se na nadmorskoj visini od 7 metara i ima 3 910 stanovnika.
 Prostire se na 94,96 km2. Gustoća naseljenosti je 41 st/km2.
Susjedne općine su: Marrubiu, Santa Giusta i Terralba.